# Марк Гетфілд
Марк Одом Гетфілд (англ. Mark Odom Hatfield; нар. 12 липня 1922, Даллас, Орегон — пом. 7 серпня 2011, Портленд, Орегон) — американський політик-республіканець. Він був губернатором штату Орегон з 1959 по 1967, представляв Орегон у Сенаті Сполучених Штатів з 1967 по 1997 роки.
У 1943 році він закінчив Вілламеттський університет. Гетфілд брав участь у Другій світовій війні (ВМС США), а потім додатково навчався у Стенфордському університеті. Потім він викладав політологію у Вілламеттському університеті. Держсекретар штату Орегон з 1957 по 1959. Одружився у 1958 році, у пари було четверо дітей.